# Grand prix de la ville d'Angoulême

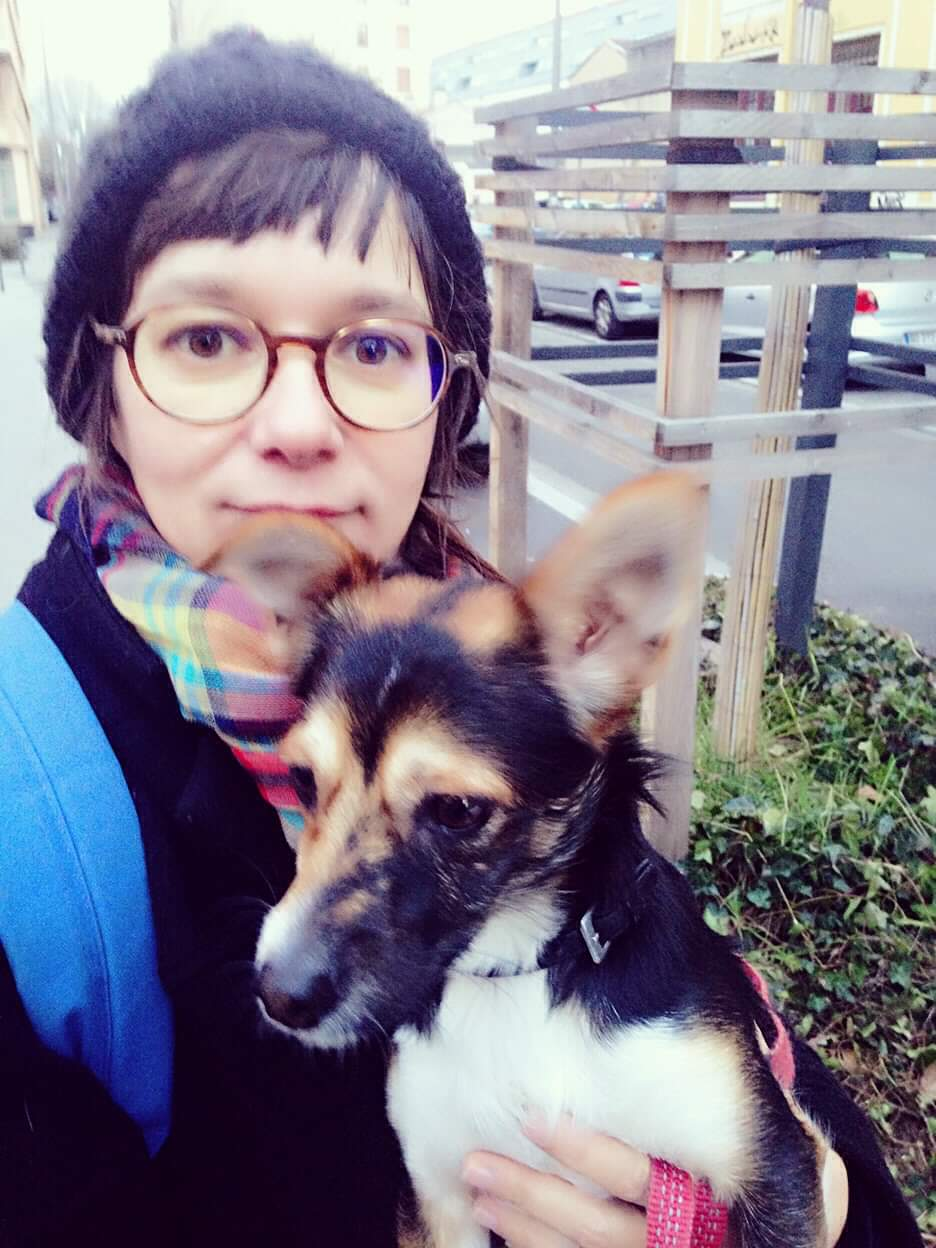
Anouk Ricard, lauréate du grand prix 2025.

Le grand prix de la ville d'Angoulême est un prix de bande dessinée remis depuis 1974 à un auteur de bande dessinée pour l'ensemble de son œuvre lors du Festival international de la bande dessinée d'Angoulême. Majoritairement décerné à des auteurs complets français ou francophones, c'est le prix de bande dessinée le plus prestigieux dans le monde francophone, bien qu'il soit non doté. Des prix spéciaux sont parfois remis à un deuxième auteur lors des dates anniversaires du festival.
Les modalités de désignation du grand prix ont évolué à plusieurs reprises, tout comme les implications de son attribution. Depuis 2016, tout auteur publié en français peut participer à l'élection et le lauréat se voit consacrer une exposition au festival suivant, dont il dessine l'affiche. De 1981 à 2014, le lauréat de l'année précédente a également présidé le jury du festival. De 1989 à 2014 les lauréats ont été réunis en une académie chargée de désigner le grand prix suivant. La dernière lauréate est, en 2025, l'autrice française Anouk Ricard.

## Historique

### Les grands prix choisis par le jury (1974-1988)
Le jury du festival d'Angoulême remet un grand prix récompensant un auteur pour l'ensemble de son œuvre dès la première édition en 1974. Non doté, ce prix honorifique permet au lauréat de se voir consacrer une exposition au festival suivant. Si les premiers années, le jury s'oriente vers des auteurs classiques de la bande dessinée franco-belge (Franquin, Pellos, Jijé et Marijac) et américaine (Will Eisner, alors considéré comme ayant abandonné la bande dessinée), il récompense en 1978 un jeune auteur contemporain, Jean-Marc Reiser (36 ans), puis en 1980 Fred (48 ans), un pilier de la revue Pilote.
À partir de l'édition 1981, le grand prix de l'année précédente préside le jury. Ce système, qui perdure jusqu'en 1988, permet parfois au grand prix de l'année précédente d'orienter le choix de son successeur vers des auteurs amis ou proches : les lauréats des années 1980 sont tous issus de Pilote (Jean Giraud/Mœbius, Mézières, Tardi, Lob, Bilal et Druillet) ou des auteurs phares de la bande dessinée adulte française (Gillon et Forest). À partir de Jean Giraud, primé en 1981 et qui réalisa l'affiche du festival de 1982, le lauréat a également pour tâche de dessiner l'affiche du festival de l'année suivante. Ces deux évolutions marquent l'implication croissante des grands prix dans le festival. En juin 1982, les anciens Grands Prix se réunissent à l'initiative du festival pour désigner un prix spécial dixième anniversaire et l'attribuent à Claire Bretécher, qui co-préside le festival 1983 avec le grand prix 1982 Paul Gillon et se voit consacrer une exposition. En 1988, le jury décide également dans une certaine improvisation et à l'occasion du quinzième anniversaire du festival d'attribuer un grand prix spécial à Hugo Pratt, le créateur italien de Corto Maltese, qui n'est pas impliqué dans le festival l'année suivante.

### L'Académie des grand prix (1989-2013)
À partir de 1989, le prix est remis durant le festival par l'ensemble des anciens lauréats présents lors du festival et désirant participer aux délibérations réunis en « Académie des grands prix ». Ceux-ci continuent à élire des auteurs français issus de Pilote et des mensuels adultes des années 1970 (Pétillon, Cabanes, Gotlib, Margerin, Lauzier et Mandryka). En 1992, l'organisation remet au printemps un prix spécial vingtième anniversaire au Belge Morris, qui fait l'objet d'une exposition rétrospective en 1993 et est admis à siéger dans l'Académie. Il en démissionne cependant dès 1995 pour protester contre l'élection de Philippe Vuillemin, premier auteur devenu populaire dans les années 1980 à être élu grand prix, suivi par André Juillard l'année suivante.

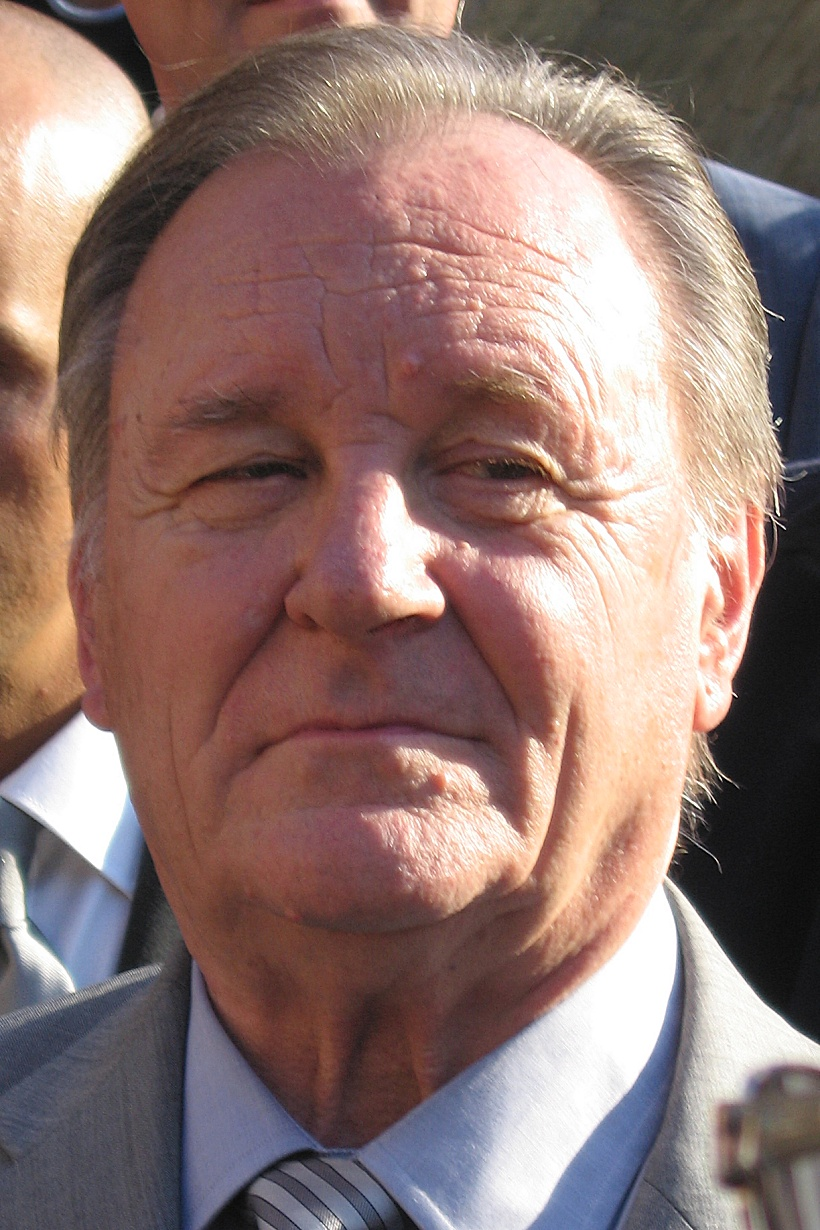
Albert Uderzo, prix spécial du millénaire.

De 1997 à 1999, le grand prix n'est plus désigné par l'Académie mais par les auteurs présents sur le festival dans le cadre d'un système à deux tours avec annonce du vainqueur en mars lors du salon du livre de Paris les deux premières années,, et à un tour avec annonce du vainqueur lors du festival en 1999. Ce système permet l'élection de trois auteurs respectés de la profession mais moins connus du grand public : Daniel Goossens, François Boucq et l'Américain installé en France Robert Crumb, figure tutélaire de la bande dessinée underground et premier premier non Français élu grand prix depuis 1978, hors prix spéciaux. En 1999, l'Académie, en sommeil depuis deux ans, accorde un prix spécial du millénaire à Albert Uderzo, qui l'accepte mais préfère ne pas siéger à l'Académie. Aucun prix spécial n'est ensuite remis jusqu'en 2013 : en 2003, Joann Sfar reçoit un « prix du Trentenaire » remis par les fondateurs du festival indépendamment de l'organisation d'alors pour récompenser un « auteur prometteur » d'une trentaine d'années et doté de 6 000 €, contrairement aux autres prix spéciaux non dotés et remis pour l'ensemble d'une œuvre. Ce prix, qui n'est pas assimilé à un grand prix ne lui permet pas de siéger à l'Académie, mais il partage une exposition avec Emmanuel Guibert lors du festival 2004.
Le festival redonne le choix du grand prix à l'Académie à partir de 2000, année où est élue Florence Cestac, première femme élue grand prix lors du festival et à siéger à l'Académie, Bretécher ne l'ayant jamais fait. L'Académie continue à élire des auteurs issus des revues françaises, principalement (À suivre) (Cestac, Veyron, le Belge Schuiten, Wolinski, l'Argentin Muñoz, Baru, Jean-Claude Denis), tout en orientant ses choix vers des auteurs populaires plus jeunes (Loisel et le Suisse Zep), puis à partir de 2006 à des auteurs issus de la scène alternative des années 1990 (Trondheim, Dupuy-Berberian, Blutch). Tout au long des années 2000, le système de l'Académie est cependant critiqué comme favorisant le franco-centrisme (malgré l'élection en 2011 de l'Américain Art Spiegelman), et, dans une certaine mesure, le copinage au détriment d'auteurs qui seraient plus importants. L'élection surprenante de Jean-Claude Denis en 2012 conduit l'organisation du festival à réduire progressivement le rôle de l'Académie en élargissant la base électorale.

### Les grands prix choisis par les auteurs (depuis 2013)
En 2013, le festival soumet une liste de seize noms aux auteurs accrédités présents durant le festival, l'Académie devant élire le grand prix parmi les cinq arrivés en tête à savoir Alan Moore, Katsuhiro Otomo, Akira Toriyama, Chris Ware et Willem. Ce dernier, seul auteur publiant en français parmi les cinq finalistes, est choisi par l'Académie alors qu'Akira Toriyama était arrivé en tête du vote des accrédités, ce qui conduit à de nouvelles critiques, notamment de la part de certains grands prix comme Lewis Trondheim. L'organisation du festival décerne en conséquence un prix symbolique du 40e anniversaire à Toriyama, mais qui ne débouche pas sur une exposition l'année suivante.
En 2014, le système indirect est encore complexifié. Tout auteur publié chez un éditeur francophone (traductions comprises) peut voter par Internet pour trois noms d'une liste de vingt-cinq auteurs, dont vingt choisis par l'organisation et cinq par l'Académie. Au deuxième tour, les accrédités et l'Académie votent pour l'un des trois auteurs arrivés en tête, chacun des deux groupes d'électeurs pesant 50 % des votes. Le 15 janvier, seize des vingt-six membres actifs de l'Académie annoncent publiquement se désolidariser de ce nouveau système, considérant qu'il rend caduc le rôle de l'Académie, et de refuser d'y siéger, tout en votant comme auteurs. Le système dual et la pondération des votes sont alors abandonnés au profit du simple vote des auteurs à partir d'une liste fournie par l'organisation, avec un deuxième tour réservé aux trois auteurs arrivés en tête. Ce système, qui acte la disparition de l'Académie des grands prix, permet l'élection de l'Américain Bill Watterson en 2014 (face à  Katsuhiro Otomo et Alan Moore au second tour), puis du Japonais Katsuhiro Otomo en 2015 (cette fois-ci face à Alan Moore et Hermann).
En 2016, l'absence de femmes dans la première sélection de trente auteurs réalisée par l'organisation conduit le Collectif des créatrices de bande dessinée contre le sexisme à appeler au boycott, appel rapidement relayé par dix auteurs présents dans la sélection. Face au développement de la polémique, l'organisation du festival, après avoir tardé à réagir, puis s'être justifié de manière peu convaincante via le délégué général Franck Bondoux, ajoute six noms féminins, puis à la suite de nouvelles critiques décide la suppression de la liste, tout auteur publié chez un éditeur francophone pouvant voter pour trois auteurs de son choix n'ayant pas déjà remporté le grand prix ou un prix spécial. Une femme, Claire Wendling, figure parmi les finalistes, mais c'est le Belge Hermann, déjà finaliste l'année précédente, qui est élu. Le scénariste Alan Moore, finaliste pour la quatrième fois consécutive, complète le trio.
En 2017, Alan Moore termine dans les trois premières places à l'issue du premier tour. Mais l'organisation du festival décide de ne pas le faire accéder au second tour car le scénariste a clairement indiqué qu'il ne souhaitait plus recevoir de prix, grand prix d'Angoulême inclus. Les trois finalistes sont donc Manu Larcenet, Chris Ware et Cosey. C'est finalement ce dernier qui l'emporte et qui devient le second Suisse après Zep à devenir grand prix.
En décembre 2017, Manu Larcenet, logique prétendant au titre à la suite de sa finale perdue l'année passée, annonce ne pas vouloir être lauréat via un post sur son facebook. Il appelle ses confrères et consœurs à ne pas voter pour lui.
En 2018, Richard Corben remporte le grand prix.
En 2019, il est décerné à Rumiko Takahashi, figure majeure de la bande dessinée japonaise (Maison Ikkoku, Ranma ½, etc.). qui devient ainsi la seconde femme et le second mangaka (et donc la première femme mangaka) à recevoir cette récompense,,,.
Les années suivantes, le grand prix est remis à Emmanuel Guibert (en 2020), Chris Ware (en 2021), Julie Doucet (en 2022),, Riad Sattouf (en 2023) et Posy Simmonds (en 2024).

## Lauréats

### Profil

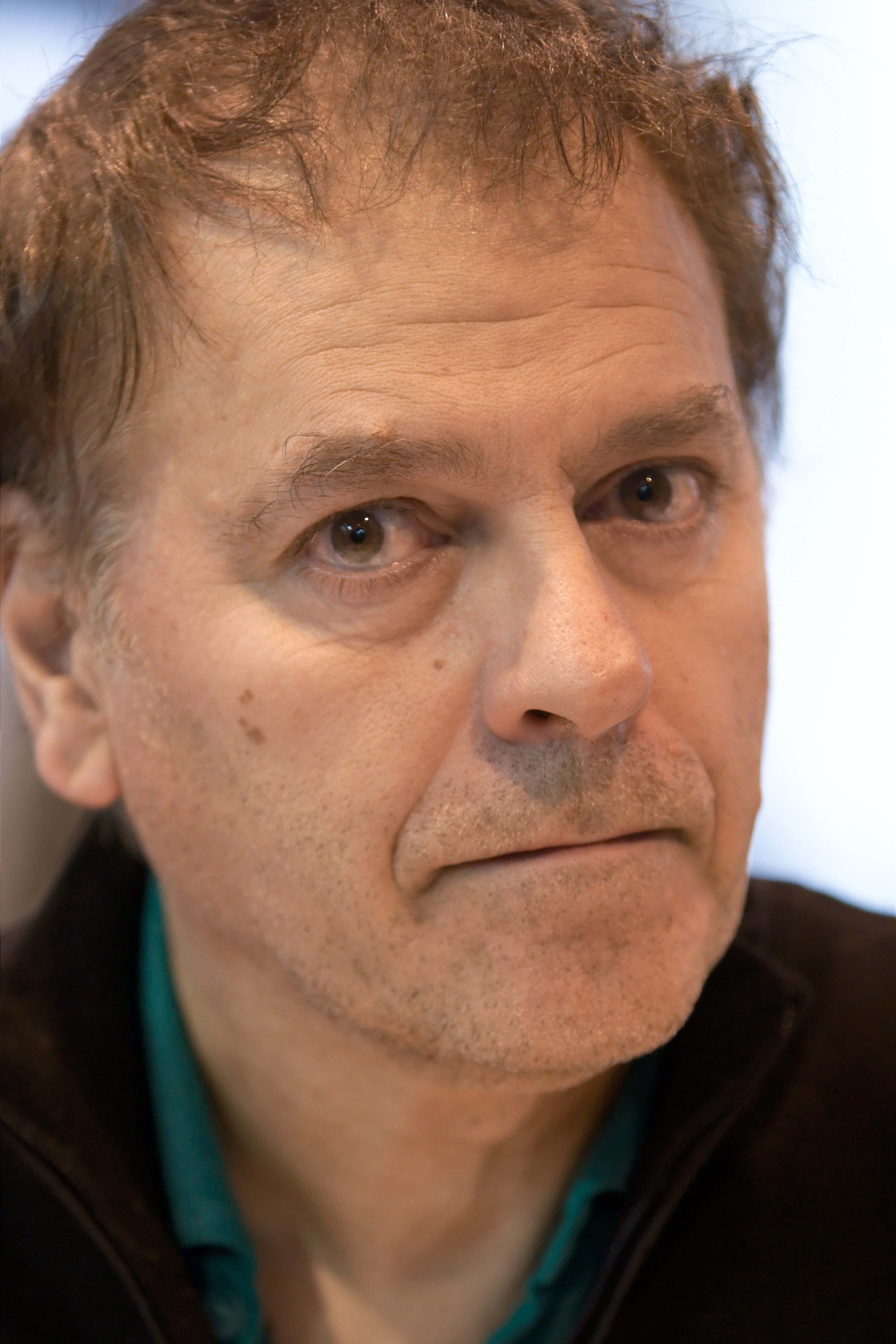
Enki Bilal, lauréat le plus jeune.

Bien que le festival se voulût international, le grand prix de la ville d'Angoulême a longtemps été remis en majorité à des auteurs de la bande dessinée franco-belge : jusqu'en 2010, seuls quatre des 42 lauréats du grand prix ou d'un prix spécial n'étaient pas d'expression francophone — et les Français étaient bien plus nombreux que les Belges. Depuis 2011, le prix s'est cependant fortement internationalisé, avec notamment quatre Américains et trois Japonais récompensés. Le prix a été critiqué pour n'avoir longtemps été remis à aucun auteur japonais malgré l'importance des mangas en France ; trois ont cependant été récompensés depuis 2013. Des nombreux auteurs franco-belges « classiques » ne l'ont également pas reçu.
Avant 2019, seules deux femmes (Claire Bretécher en 1982 et Florence Cestac en 2000) avaient été distinguées. Ce faible nombre a fait l'objet de polémiques malgré une sous-représentation des femmes dans le métier lui-même. Depuis 2019, quatre femmes ont été récompensées.
L'âge médian des lauréats étant de 52 ans, le prix récompense une carrière, alors que le fauve d'or distingue plutôt un auteur « en devenir ». Enki Bilal, élu en 1987 à 35 ans, est le plus jeune lauréat du grand prix, que quatre autres auteurs ont reçu avant leurs quarante ans (Zep, Philippe Vuillemin, Jean-Marc Reiser et Jacques Tardi). Le lauréat le plus âgé est Hermann, âgé de 77 ans et six mois fin janvier 2016. Il devance Richard Corben, Pellos, Willem, Albert Uderzo, Georges Wolinski et Marijac, également âgés de plus de 70 ans lors de leur élection. 
Les auteurs complets sont privilégiés sur les scénaristes. Le seul grand prix principalement connu comme scénariste, Jacques Lob, avait d'ailleurs réalisé seul plusieurs bandes dessinées avant d'obtenir la récompense.

### Liste des lauréats
| Année | Auteur                                                  | Nationalité | Langue d'expression   | Dates     | Âge à l'obtention |
| ----- | ------------------------------------------------------- | ----------- | --------------------- | --------- | ----------------- |
| 1974  | André Franquin                                          | Belgique    | Français              | 1924-1997 | 50 ans            |
| 1975  | Will Eisner                                             | États-Unis  | Anglais               | 1917-2005 | 57 ans            |
| 1976  | René Pellos                                             | France      | Français              | 1900-1998 | 76 ans            |
| 1977  | Jijé                                                    | Belgique    | Français              | 1914-1980 | 63 ans            |
| 1978  | Jean-Marc Reiser                                        | France      | Français              | 1941-1983 | 36 ans            |
| 1979  | Marijac                                                 | France      | Français              | 1908-1994 | 70 ans            |
| 1980  | Fred                                                    | France      | Français              | 1931-2013 | 48 ans            |
| 1981  | Moebius                                                 | France      | Français              | 1938-2012 | 42 ans            |
| 1982  | Paul Gillon                                             | France      | Français              | 1926-2011 | 55 ans            |
| 1982  | Claire Bretécher (prix du dixième anniversaire)         | France      | Français              | 1940-2020 | 42 ans            |
| 1983  | Jean-Claude Forest                                      | France      | Français              | 1930-1998 | 52 ans            |
| 1984  | Jean-Claude Mézières                                    | France      | Français              | 1938-2022 | 45 ans            |
| 1985  | Jacques Tardi                                           | France      | Français              | 1946-     | 38 ans            |
| 1986  | Jacques Lob                                             | France      | Français              | 1932-1990 | 53 ans            |
| 1987  | Enki Bilal                                              | France      | Français              | 1951-     | 35 ans            |
| 1988  | Philippe Druillet                                       | France      | Français              | 1944-     | 43 ans            |
| 1988  | Hugo Pratt (prix du quinzième anniversaire)             | Italie      | Italien               | 1927-1995 | 60 ans            |
| 1989  | René Pétillon                                           | France      | Français              | 1945-2018 | 43 ans            |
| 1990  | Max Cabanes                                             | France      | Français              | 1947-     | 42 ans            |
| 1991  | Gotlib                                                  | France      | Français              | 1934-2016 | 56 ans            |
| 1992  | Frank Margerin                                          | France      | Français              | 1952-     | 40 ans            |
| 1992  | Morris (grand prix spécial du vingtième anniversaire)   | Belgique    | Français              | 1923-2001 | 68 ans            |
| 1993  | Gérard Lauzier                                          | France      | Français              | 1932-2008 | 60 ans            |
| 1994  | Nikita Mandryka                                         | France      | Français              | 1940-2021 | 53 ans            |
| 1995  | Philippe Vuillemin                                      | France      | Français              | 1958-     | 36 ans            |
| 1996  | André Juillard                                          | France      | Français              | 1948-2024 | 47 ans            |
| 1997  | Daniel Goossens                                         | France      | Français              | 1954-     | 42 ans            |
| 1998  | François Boucq                                          | France      | Français              | 1955-     | 42 ans            |
| 1999  | Robert Crumb                                            | États-Unis  | Anglais               | 1943-     | 55 ans            |
| 1999  | Albert Uderzo (prix spécial du millénaire)              | France      | Français              | 1927-2020 | 71 ans            |
| 2000  | Florence Cestac                                         | France      | Français              | 1949-     | 50 ans            |
| 2001  | Martin Veyron                                           | France      | Français              | 1950-     | 50 ans            |
| 2002  | François Schuiten                                       | Belgique    | Français              | 1956-     | 45 ans            |
| 2003  | Régis Loisel                                            | France      | Français              | 1951-     | 51 ans            |
| 2004  | Zep                                                     | Suisse      | Français              | 1967-     | 36 ans            |
| 2005  | Georges Wolinski                                        | France      | Français              | 1934-2015 | 70 ans            |
| 2006  | Lewis Trondheim                                         | France      | Français              | 1964-     | 41 ans            |
| 2007  | José Muñoz                                              | Argentine   | Espagnol              | 1942-     | 64 ans            |
| 2008  | Philippe Dupuy (comme membre du duo Dupuy-Berberian)    | France      | Français              | 1960-     | 47 ans            |
| 2008  | Charles Berberian (comme membre du duo Dupuy-Berberian) | France      | Français              | 1959-     | 48 ans            |
| 2009  | Blutch                                                  | France      | Français              | 1967-     | 41 ans            |
| 2010  | Baru                                                    | France      | Français              | 1947-     | 62 ans            |
| 2011  | Art Spiegelman                                          | États-Unis  | Anglais               | 1948-     | 62 ans            |
| 2012  | Jean-Claude Denis                                       | France      | Français              | 1951-     | 61 ans            |
| 2013  | Willem                                                  | Pays-Bas    | Néerlandais, français | 1941-     | 71 ans            |
| 2013  | Akira Toriyama (prix du quarantenaire)                  | Japon       | Japonais              | 1955-2024 | 57 ans            |
| 2014  | Bill Watterson                                          | États-Unis  | Anglais               | 1958-     | 55 ans            |
| 2015  | Katsuhiro Ōtomo                                         | Japon       | Japonais              | 1954-     | 60 ans            |
| 2015  | Charlie Hebdo (grand prix spécial)                      | France      | Français              |           |                   |
| 2016  | Hermann                                                 | Belgique    | Français              | 1938-     | 77 ans            |
| 2017  | Cosey                                                   | Suisse      | Français              | 1950-     | 66 ans            |
| 2018  | Richard Corben                                          | États-Unis  | Anglais               | 1940-2020 | 77 ans            |
| 2019  | Rumiko Takahashi                                        | Japon       | Japonais              | 1957-     | 61 ans            |
| 2020  | Emmanuel Guibert                                        | France      | Français              | 1964-     | 55 ans            |
| 2021  | Chris Ware                                              | États-Unis  | Anglais               | 1967-     | 53 ans            |
| 2022  | Julie Doucet                                            | Canada      | Français              | 1965-     | 56 ans            |
| 2023  | Riad Sattouf                                            | France      | Français              | 1978-     | 44 ans            |
| 2024  | Posy Simmonds                                           | Royaume-Uni | Anglais               | 1945-     | 78 ans            |
| 2025  | Anouk Ricard                                            | France      | Français              | 1970-     | 54 ans            |

### Lauréats par pays
En 2025, les lauréats par nationalité se répartissent ainsi :
| Pays        | Nombre de lauréats | %      |
| ----------- | ------------------ | ------ |
| France      | 38                 | 64,4 % |
| États-Unis  | 6                  | 10,2 % |
| Belgique    | 5                  | 8,47 % |
| Japon       | 3                  | 5,08 % |
| Suisse      | 2                  | 3,39 % |
| Argentine   | 1                  | 1,69 % |
| Italie      | 1                  | 1,69 % |
| Pays-Bas    | 1                  | 1,69 % |
| Canada      | 1                  | 1,69 % |
| Royaume-Uni | 1                  | 1,69 % |